# ギリシャの農業
ギリシャの農業（ギリシャののうぎょう）は、小規模で家族経営のものが多くまとまっておらず、協同組合の規模は、主に欧州連合の監督下で過去30年間に行われたすべての努力に反して、比較的低い水準にとどまっている。ギリシャの農業は528,000人の農民の雇用を生んでおり、総労働力の12％を占めている。 同国のGDPのうち3.6％（年間約160億ドル）しか寄与していない。 同国の移民の多くは、建設や公共事業はもちろん、農業分野でも雇用されている。
現在、ギリシャの農業は共通農業政策（Common Agricultural Policy; CAP）によって多額の補助を受けており、その結果は議論の余地がある。今後10年以内に一定の補助金の控除が計画されている。
ギリシャは様々な作物や家畜と言った製品を生産している。漁業も重要な役割を果たしている一方で、林業は二次的な役割を果たしている。

## ギャラリー

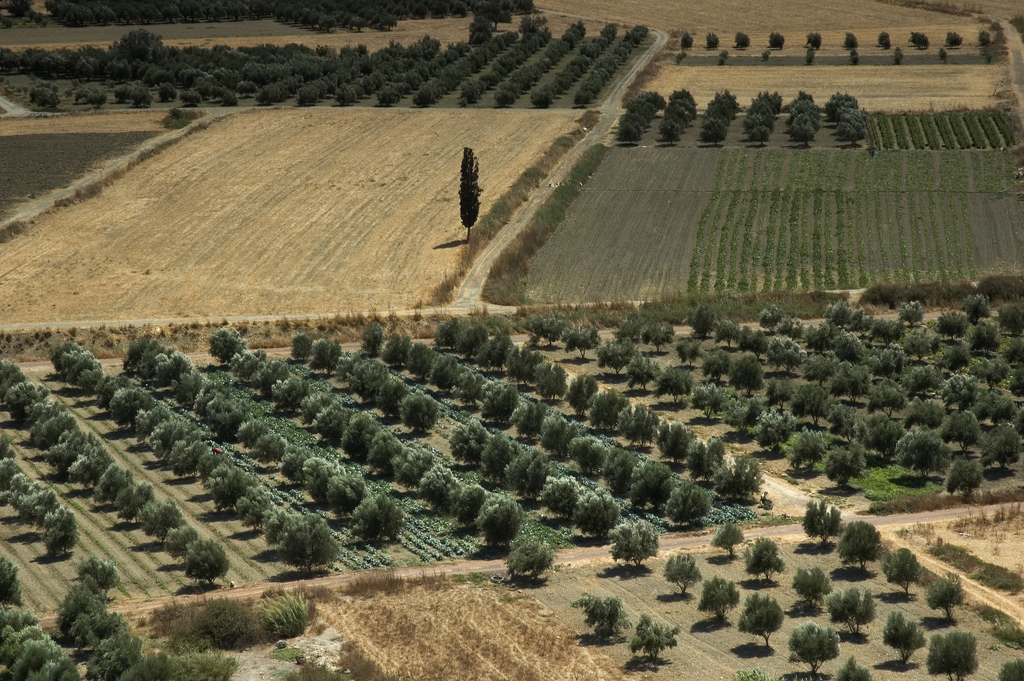
クレタ島メサラの盆地
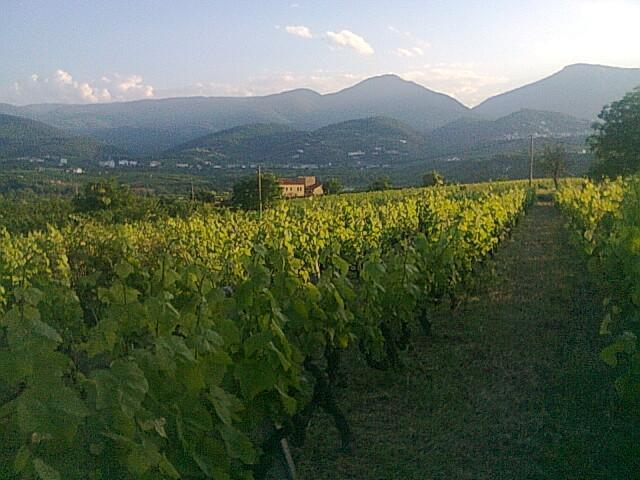
中央マケドニア、ナウッサのぶどう畑
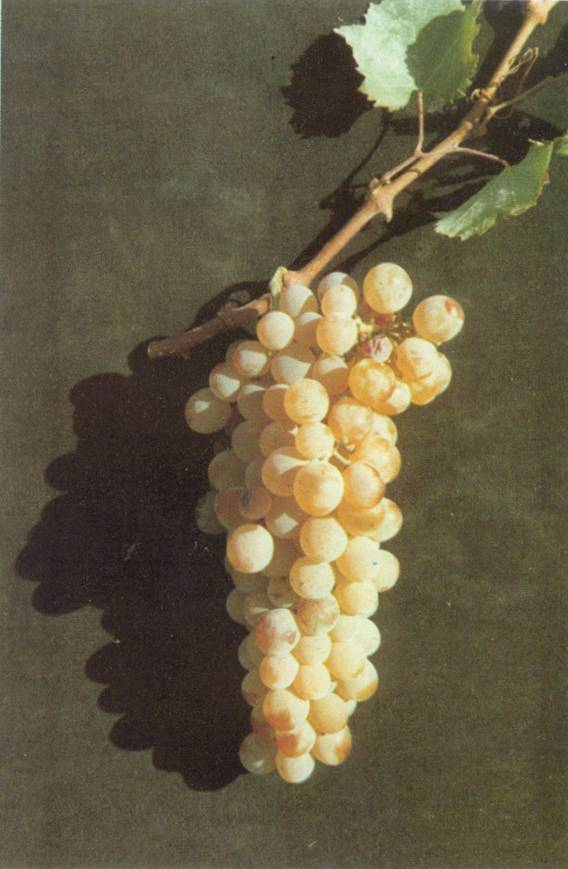
サントリーニ島が原産のぶどう、アシルティコ
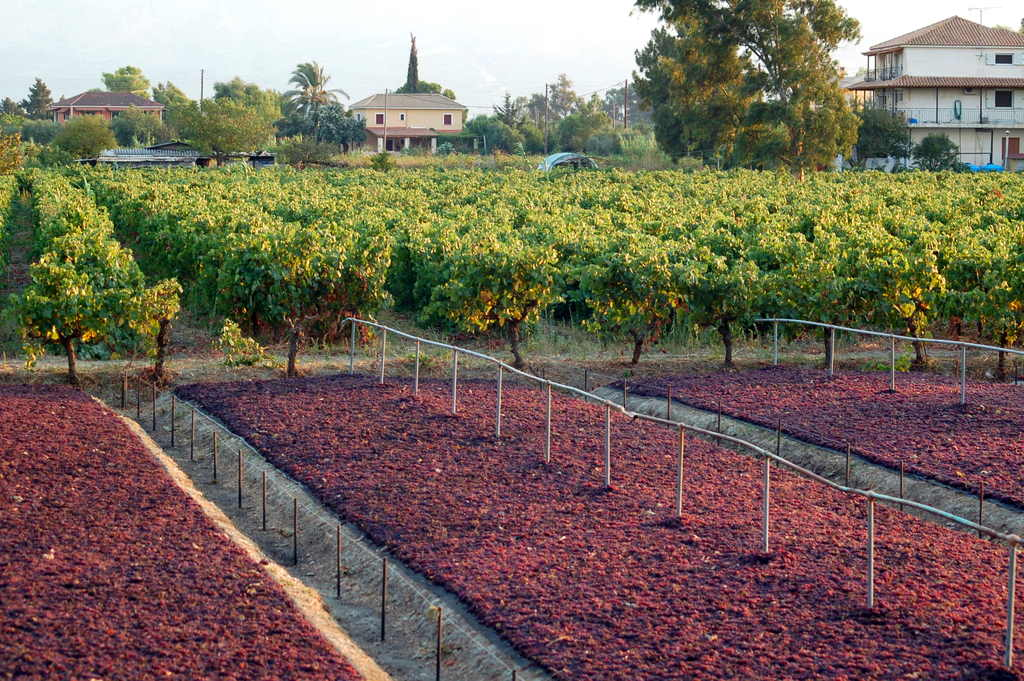
ザキントス島でのザンテカラントの天日乾燥
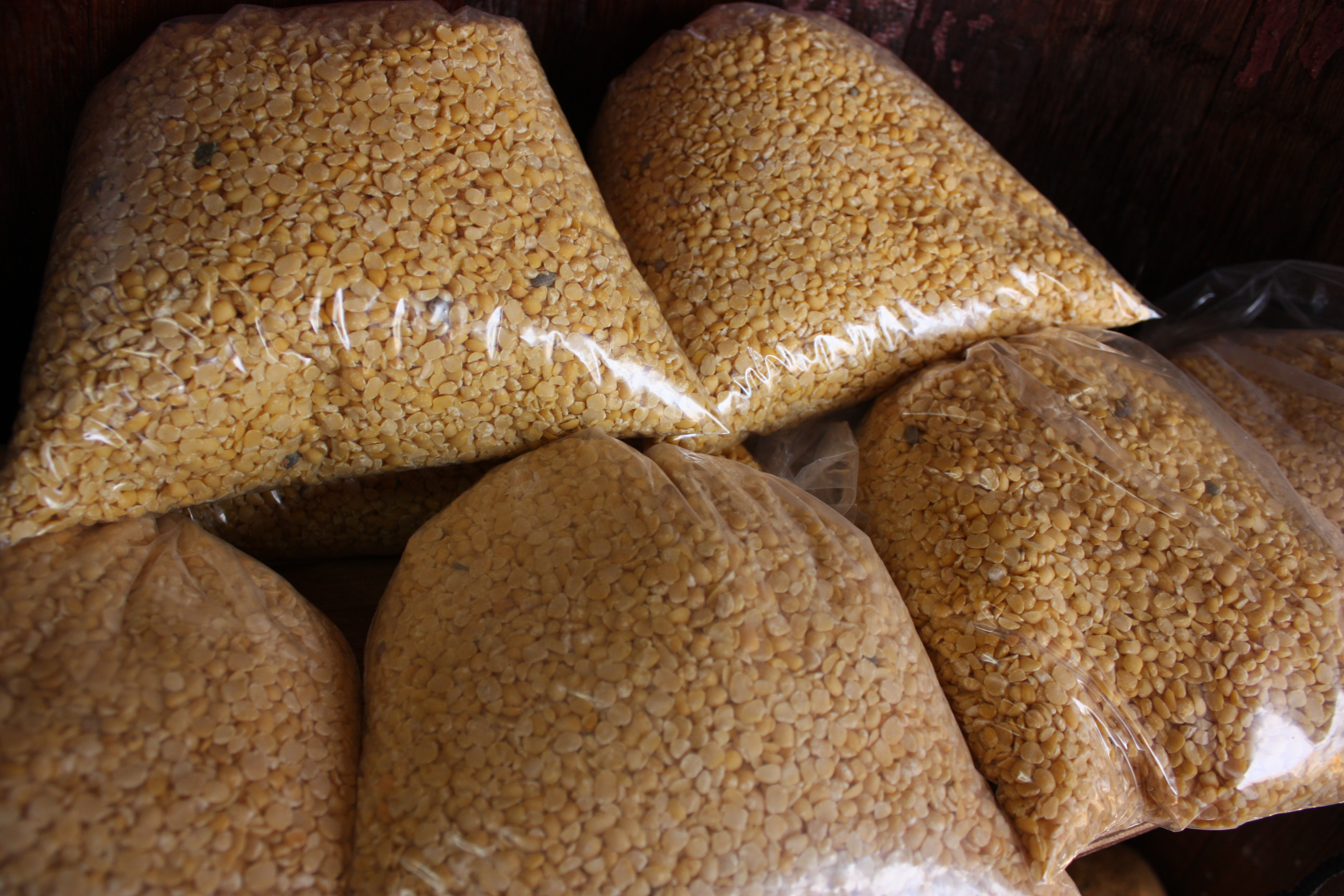
サントリーニ島名産のファヴァ（グラスピー）
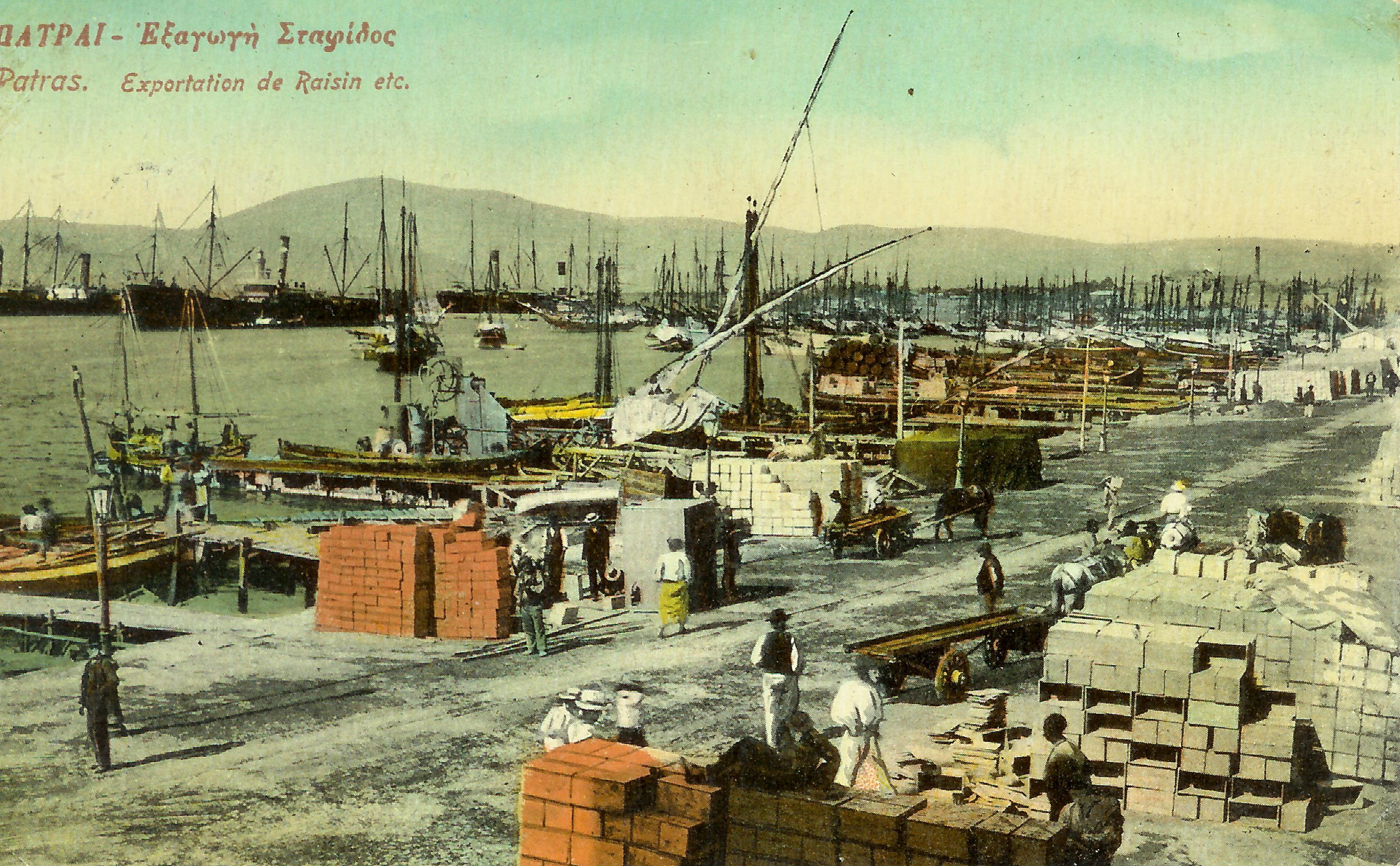
レーズンの輸出。19世紀後半のパトラ港
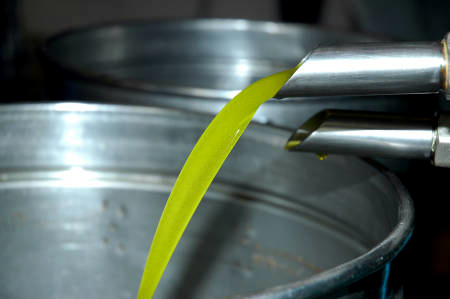
ギリシャのオリーブ・オイル